# Golden Time (東京事変の映像作品)
『Golden Time』（ゴールデンタイム）は、2013年2月27日に発売された東京事変のミュージック・ビデオ集。発売元はEMIミュージック・ジャパン/Virgin Music。DVD盤、Blu-ray Disc盤同時発売。
同日には完全限定生産のCD-BOX『Hard Disk』も同時発売された。

## 概要
2012年8月に発表されたライブ・ヒストリー・ビデオ『珍プレー好プレー』以来約半年ぶりとなる映像作品。本作品は東京事変がデビューより発表してきた、主にシングル曲のミュージック・ビデオで構成されているミュージック・ビデオ集である。2012年1月に発表されたミニ・アルバム『color bars』のリード曲「今夜はから騒ぎ」と、同年8月に発表されたカップリング・アルバム『深夜枠』に新曲として収録された「ただならぬ関係」のミュージック・ビデオが初めてソフト化された。また「閃光少女」のミュージック・ビデオは当時発表された物ではなく、過去のクリップ映像をコラージュした中に新撮映像が挿入された新バージョンが収録された。
初回生産分のみ、スリーブケース仕様。

## 収録曲
| #   | タイトル           | 作詞 | 作曲・編曲 | 監督     |
| --- | ------------------ | ---- | ---------- | -------- |
| 1.  | 「群青日和」       |      |            | 内野政明 |
| 2.  | 「遭難」           |      |            | 内野政明 |
| 3.  | 「修羅場」         |      |            | 番場秀一 |
| 4.  | 「OSCA」           |      |            | 児玉裕一 |
| 5.  | 「キラーチューン」 |      |            | 児玉裕一 |
| 6.  | 「能動的三分間」   |      |            | 児玉裕一 |
| 7.  | 「空が鳴っている」 |      |            | 児玉裕一 |
| 8.  | 「女の子は誰でも」 |      |            | 児玉裕一 |
| 9.  | 「新しい文明開化」 |      |            | 児玉裕一 |
| 10. | 「今夜はから騒ぎ」 |      |            | 児玉裕一 |
| 11. | 「ただならぬ関係」 |      |            | 児玉裕一 |
| 12. | 「閃光少女」       |      |            | 児玉裕一 |